# Gouania alnifolia
Gouania alnifolia är en brakvedsväxtart som beskrevs av Reiss.. Gouania alnifolia ingår i släktet Gouania och familjen brakvedsväxter. Inga underarter finns listade i Catalogue of Life.